# حادة عبو
حادة عبو (توفيت يوم 15 مايو 2018 بالرباط) هي إعلامية مغربية كانت تعمل في الإذاعة المغربية قسم الأمازيغية (أمازيغية الأطلس) حيث ساهمت في إعداد وتقديم العديد من البرامج المتميزة.

## الجوائز
حصلت على العديد من الجوائز التقديرية منها:
- الجائزة الوطنية للإعلام عن الإعلام الأمازيغي بالإذاعة الوطنية سنة 2004، من المعهد الملكي للثقافة الامازيغية.
- الجائزة الوطنية للصحافة من قبل وزارة الاتصال في صنف الإذاعة الأمازيغية.

## وفاتها
توفيت يوم 15 مايو 2018، بالرباط بعد صراع مع مرض السرطان.

## وصلات جارجية
- وفاة الإعلامية الأمازيغية حادة عبو نسخة محفوظة 18 مايو 2018 على موقع واي باك مشين.
- رحيل الإعلامية الامازيغية حادة عبو بعد معاناة مع المرض